# Penthema adelma
Penthema adelma är en fjärilsart som beskrevs av Felder 1862. Penthema adelma ingår i släktet Penthema och familjen praktfjärilar. Inga underarter finns listade i Catalogue of Life.

## Bildgalleri

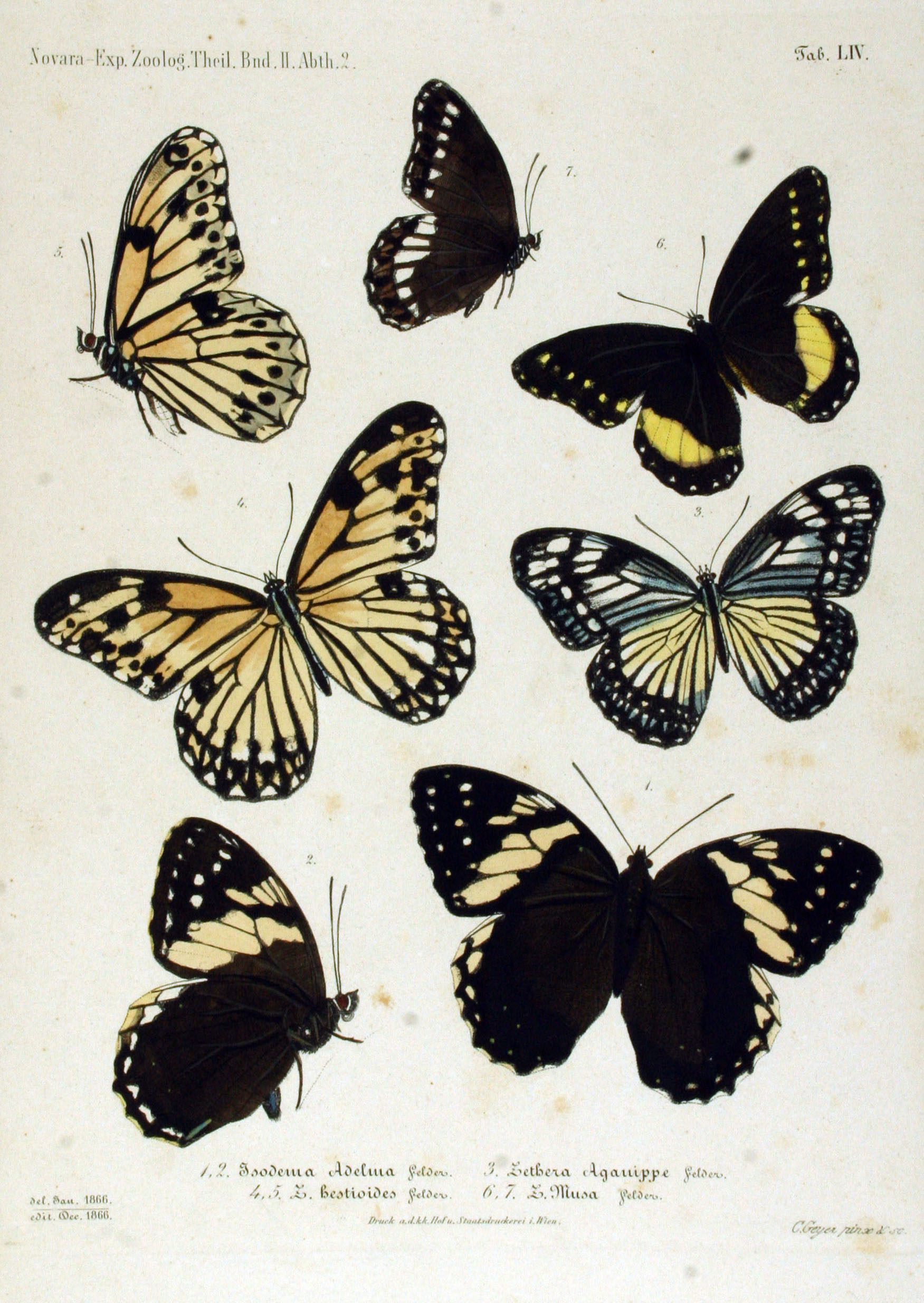